# Gropecunt Lane
Vous lisez un « bon article » labellisé en 2010.
Gropecunt Lane est un nom de rue des villes et cités d’Angleterre commun au cours du Moyen Âge. Il semblerait qu’il provienne de la pratique de la prostitution, puisque les noms de rues médiévales évoquaient souvent une fonction ou une activité économique de la rue. La première attestation de Gropecunt remonte à environ 1230, et semble un terme dérivé de grope (« tâter ») et cunt (terme, maintenant vulgaire, pour désigner la vulve). Les rues de ce nom sont situées le plus souvent dans les secteurs où la circulation semble avoir été importante.

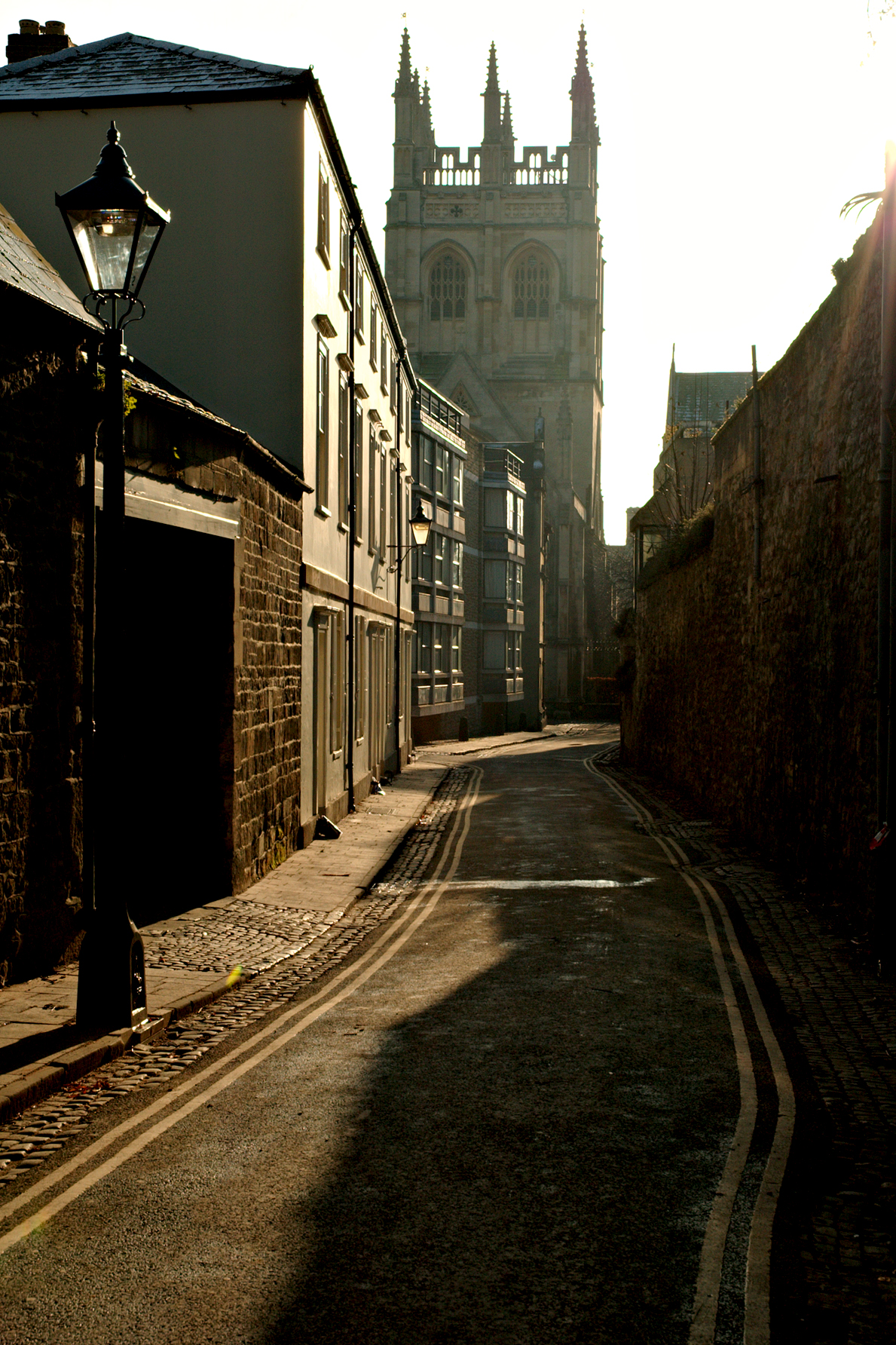
Magpie Lane à Oxford, autrefois appelée Gropecunt Lane

Bien que le nom fût auparavant fréquent dans toute l’Angleterre, il fut peu à peu remplacé par des versions moins « offensantes » tel que le Grape Lane (« Le passage du raisin »). La dernière Gropecunt Lane, comme nom de rue, a été enregistrée en 1561.

## Toponymie
Le terme connaît plusieurs variations comme Gropecunte, Gropecountelane, Gropecontelane, Groppecountelane et Gropekuntelane. L'expression était au Moyen Âge répandue pour qualifier ce genre de lieux, mais la totalité de ces appellations a depuis été remplacée par des versions déformées. Dans la ville de York, le nom de Grapcunt Lane, grāp signifiant « tripoter » en vieil anglais, est devenu Grape Lane, grape ayant le sens de « raisin » en anglais.
La première utilisation de grope pour désigner le fait de tripoter avec une connotation sexuelle apparaît en 1380. Le mot cunt pour désigner la vulve est attesté depuis 1230. Il proviendrait du vieux norrois kunta, mais l’étymologie exacte demeure inconnue.

## Prostitution

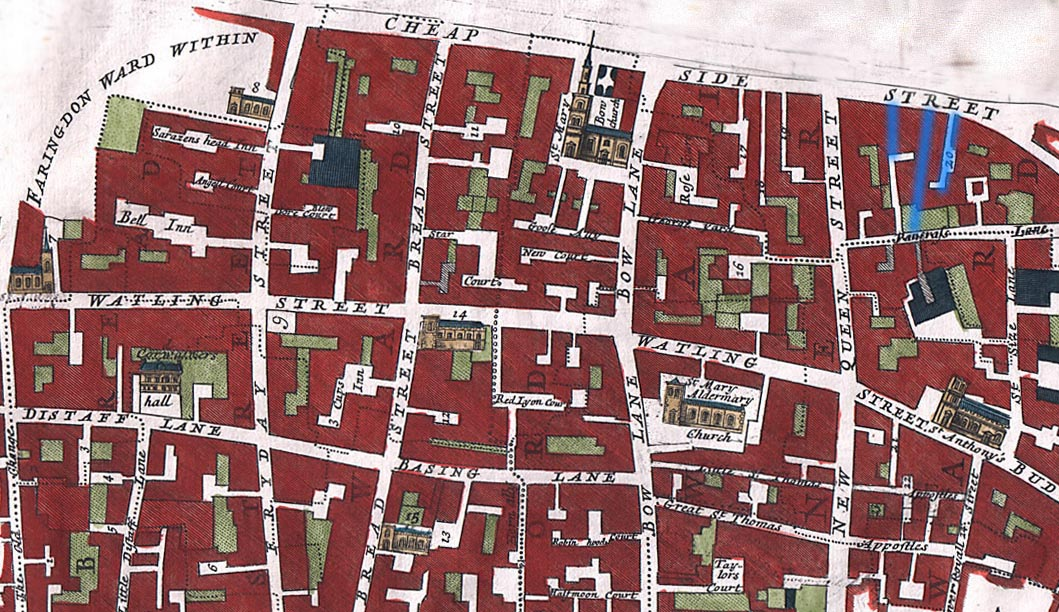
Une carte de 1720 des quartiers de Bread Street et de Cordwainer dans une édition du XIXe siècle de John Stow de Survey of the Cities of London and Westminster. Les tracés de trois voies disparues sont en bleu, avec Puppekirtylane à gauche, Grope Countlane au milieu, et Bordhawlane à droite.

L’Oxford English Dictionary indique à son entrée pour cunt que la première rue enregistrée sous l’appellation de Gropecuntlane l’a été aux environs de 1230. Angus McIntyre précise pour sa part que la prostitution organisée était bien établie à Londres au milieu du XIIe siècle. Bien qu’initialement circonscrite à Southwark dans le sud-est de l’agglomération, elle s’est par la suite étendue à d’autres quartiers comme Smithfield, Shoreditch, Clerkenwell, ou Westminster. Sa pratique était tolérée par les autorités, et plusieurs exemples historiques montrent que la question était traitée par voie législative plutôt que par la censure. En 1393, les autorités de Londres ont ainsi limité l’activité des prostituées à la rue de Cocks Lane. En 1285 le lieu d’exercice des prostituées de Montpellier en France fut aussi limité à une seule rue.
Le fait de nommer les rues en fonction des activités qui s’y pratiquaient ou de leurs fonctions était répandu au Moyen Âge. En Angleterre des noms de rues comme The Shambles ou Swinegate pouvaient indiquer la présence de bouchers, Silver Street la présence de professionnels liés au métiers de l’argent, ou Fish Street la présence de poissonniers. La prostitution était elle aussi présente dans cet aspect de la culture urbaine du Moyen Âge. Ainsi dans A survey of London, John Stow décrit en 1598 une rue du nom de Love Lane nommée ainsi « en raison de son caractère obscène ». Mais le terme de Gropecunt Lane reste l’allusion la plus évidente aux activités pratiquées dans ce genre de rues.

## Évolutions de l’appellation

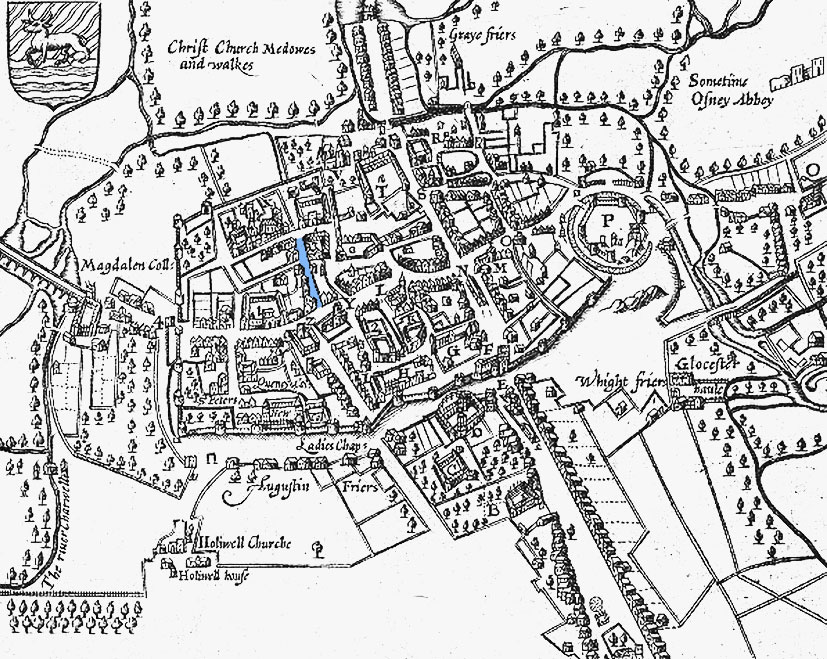
Plan d’Oxford par John Speed, 1605. Gropecunt Lane est en bleu.

Le Oxford English Dictionary définit le mot cunt comme étant la partie extérieure des organes génitaux féminins, et note que son emploi est limité par un tabou qui touche aussi d’autres mots se rapportant au même sujet. Au Moyen Âge le mot n’avait qu’une connotation vulgaire, ayant été utilisé dans ce sens anatomique depuis au moins le XIIIe siècle. Dans Le Conte du Meunier, Geoffrey Chaucer écrit « And prively he caughte hire by the queynte » (« et l’attrape intimement par l’entrejambe »), et dans la pièce de théâtre Philotus de Robert Charteris, l’auteur mentionne un « put doun thy hand and graip hir cunt » (« et sa main descend et lui attrape la vulve »).
Le mot ne prend que progressivement le sens obscène qu’il possède aujourd’hui. Dans le Wandring Whore II que John Garfield écrit en 1660, le mot est appliqué à une femme, spécifiquement à une prostituée : « this is none of your pittiful Sneakesbyes and Raskalls that will offer a sturdy C— but eighteen pence or two shillings, and repent of the business afterwards » (« Ce ne sont pas tes quelques ridicule friponneries qui pourront t’offrir ce vigoureux vagin, mais 18 pences ou deux shillings, ainsi qu’une repentance après ce commerce. ») Dans A Classical Dictionary of The Vulgar Tongue de Francis Grose de 1785, le mot est défini ainsi : « C**t. The chonnos of the Greek, and the cunnus of the Latin dictionaries; a nasty name for a nasty thing: un con Miege. » (« C**t. le chonnos des grecs et le cunnus des dictionnaires latins ; mot vilain pour choses vilaines : un con Miege. ») L’attribution par Grose de l’origine du mot aux Grecs et aux Latins est probablement incorrecte. Son origine remonterait à un terme méditerranéen aujourd’hui inconnu, que l’on retrouverait dans l’égyptien ancien qefen-t et ka-t, signifiant vulve,.
Bien que plusieurs des noms des rues médiévales anglaises telles que Addle Street (« urine puante », ou autre liquide souillé) ou encore Fetter Lane (auparavant Fewterer, signifiant une personne oisive et désordonnée) existent encore de nos jours, certaines appellations ont changé de sens. À Londres, Sherborne Lane était en 1272-1273 connue sous le nom de Shitteborwelane, puis plus tard comme Shite-burn lane puis Shite-buruelane (probablement en raison de la présence de fosses à purin à proximité),. Pissing Alley, l’une des rues dont on avait conservé à l’identique le nom après le grand incendie de Londres, a été renommée en Little Friday Street en 1848 avant d’être absorbée par Cannon Street en 1853-1854. Petticoat Lane, dont le nom est relié à tort à la prostitution, a été renommée en 1830 en Middlesex Street, après que des plaintes ont été exprimées sur le fait que la rue porte le nom d’un type de sous-vêtement. Plus récemment, Rillington Place, le lieu où John Christie tuait ses victimes, a changé de nom pour devenir Ruston Close, et Selous Street à Londres a été renommée par respect envers Nelson Mandela, car la rue baptisée en l’honneur de l’artiste Henry Courtney Selous pouvait paraître honorer le colonialiste Frederick Courtney Selous.
Le déclin de l’utilisation de ces mots a été de pair avec le déclin de ce type d’appellation pour le nom de rues, à l’exception de Shrewsbury et de Newcastle (où une Grapecuntlane est mentionnée en 1588), et l’usage de Gropecunt semble être peu à peu passé de mode au XIVe siècle. Le recul de son usage dans l’anglais vernaculaire semble être le résultat d’un mouvement de nettoyage progressif de la langue. Ainsi le Gropecuntelane du XIIIe siècle de la ville de Wells est devenu Grope Lane, puis Grove Lane au XIXe siècle. L’arrivée au pouvoir des élites conservatrices protestantes au XVIe siècle, hostiles à la prostitution, a entraîné la fermeture des maisons closes de Southwark à Londres, mettant ainsi fin aux tentatives de règlementation.

## Localisation
Londres a connu plusieurs rues dénommées Gropecunt Lane, y compris une dans les paroisses de St Pancras et de St Mary Colchirche, entre Bordhawelane (« La rue du bordel »), et Puppekirty Lane (« La rue du fouineur de jupes »), à côté de l’actuel quartier de Cheapside. Les premières occurrences du toponyme datent de 1279 sous les formes Gropecontelane et Groppecountelane
,. Ces rues constituaient une partie d’un quartier lié à la prostitution qui semble avoir survécu en dehors de Southwark, où étaient légalement circonscrites ce genre d’activités au Moyen Âge.

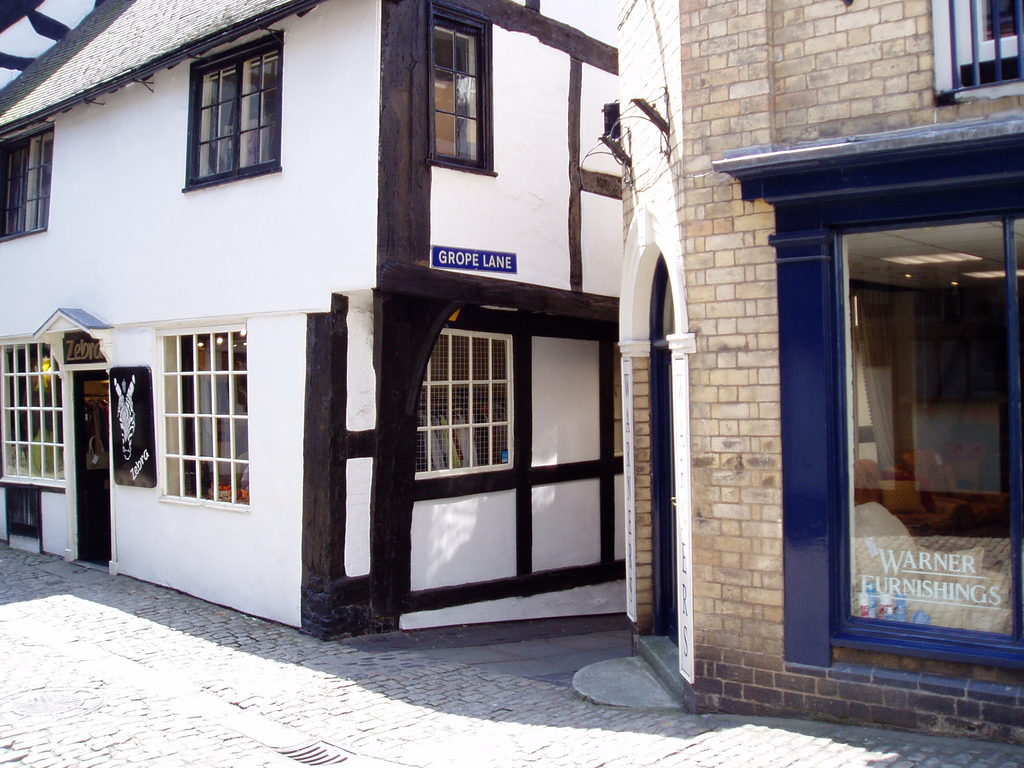
Grope Lane à Shrewsbury

Cette appellation était aussi utilisée dans d’autres grandes villes anglaises au Moyen Âge, y compris Bristol, York, Shrewsbury, Newcastle upon Tyne, Worcester, Hereford, et Oxford. La Gropekuntelane de Norwich (actuellement Opie Street) était répertoriée en latin sous le nom de turpis vicus, la rue honteuse. En 1230, la Magpie Lane de Oxford était connue sous le nom de Gropecunt Lane, plus tard rebaptisée en Grope ou Grape Lane au XIIIe siècle, puis en Magpie Lane au milieu du XVIIe siècle. Elle a été renommée en 1850 en Grove Street, avant de retrouver le nom de Magpie Lane au XXe siècle. Les villes de Newcastle et de Worcester avaient aussi une Grope Lane à proximité de leurs quais. Dans une étude de 2001 sur la prostitution au Moyen Âge, en utilisant le Historic Towns Atlas, l’historien Richard Holt et l’archéologue Nigel Baker de l’université de Birmingham ont étudié les toponymes ayant une connotation sexuelle. L’étude conclut qu’il y a un lien important entre la rue nommée Gropecunt Lane, presque invariablement dans le centre-ville, et la principale place de marché ou avenue de la ville. Cette corrélation suggère que l’activité de ces rues n’était pas limitée aux habitants de ces villes, mais aussi aux visiteurs de passage.
Ces activités commerciales expliquent en partie la relative uniformité de ce toponyme en Angleterre. Des rues baptisées Gropecunt Lane sont ainsi répertoriées dans des villes de marché de petite taille, comme Banbury et Wells, où une rue portant ce nom existait en 1300, et était régulièrement mentionnée dans les documents légaux de cette époque,,. Parsons Street à Banbury a été répertoriée comme Gropecunt Lane en 1333 et formait alors un important lieu de passage, mais ce nom a été changé en 1410 en Parsons Lane. Grape Lane à Whitby a aussi probablement porté le nom de Grope Lane ou de Grapcunt Lane. Une rue du nom de Grope Countelane a existé jusqu’en 1561 à Shrewsbury, elle connectait entre elles deux des principales places de marché de la ville. À une date indéterminée, cette dénomination a été abandonnée au profit de Grope Lane. Dans le History and Antiquities of Shrewsbury publié par Thomas Phillips en 1799, l’auteur cite explicitement l’origine du nom de ce lieu, comme celui d’une place « de scandaleuses lubricités et corruptions », mais dans Some account of the ancient and present state of Shrewsbury que l’archidiacre Hugh Owen publie en 1808, l’auteur décrit le lieu comme étant « appelé Grope, ou la ruelle sombre ». En raison de cette divergence d’explication, certains guides locaux expliquent ce nom comme « s’avancer à l’aveuglette dans un lieu sombre et tortueux ».